# Aroace

Drapeau de la fierté aroace.

Aroace est une abréviation utilisée pour désigner les personnes qui s'identifient à la fois comme asexuelles et aromantiques, dont les identités sont représentées dans la lettre A de l'acronyme LGBTQIA+. Les personnes aroace ne ressentent pas d'attirance sexuelle ou romantique. 

## Allosexualité
L'opposé de l'aromantisme est l'alloromantisme et l'opposé de l'asexualité est l'allosexualité. Une personne allosexuelle qui est aromantique est appelée un allaro ou aroalo (anglais : aroallo ou alloaro)  et une personne alloromantique et asexuelle est appelée un alloace (anglais : alloace).

## Drapeau
Le drapeau de la fierté aroace a été créé pour représenter les personnes à la fois asexuelles et aromantiques. Le drapeau est composé de deux nuances de bleu, une rayure blanche, une rayure jaune et une rayure orange. Ces couleurs représentent les spectres de l’asexualité et de l’aromantisme.

## Étymologie
Le mot aroace combine les abréviations ou termes d'argot aro, pour aromantique, et ace,, pour asexual,. La particule ace fait référence à l'as dans un jeu de cartes, l'as de pique étant un symbole utilisé pour indiquer l'aromantisme asexuel,.